# Timandra nigra
Timandra nigra là một loài bướm đêm trong họ Geometridae.